# Buriti
Buriti este un oraș în unitatea federativă Maranhão (MA), Brazilia.